# Рока ди Камбио (Л'Аквила)
Рока ди Камбио (итал. Rocca di Cambio) је насеље у Италији у округу Л'Аквила, региону Абруцо.
Према процени из 2011. у насељу је живело 320 становника. Насеље се налази на надморској висини од 1388 м.

## Партнерски градови
- Saas-Fee